# Marie-Soleil Michon
 (décembre 2017).
Si vous disposez d'ouvrages ou d'articles de référence ou si vous connaissez des sites web de qualité traitant du thème abordé ici, merci de compléter l'article en donnant les références utiles à sa vérifiabilité et en les liant à la section « Notes et références ».
Marie-Soleil Michon est une animatrice de radio et de télévision québécoise née le 14 avril 1977 à La Présentation.
Elle fut entre autres chroniqueuse à l'émission Le grand blond avec un show sournois animée par Marc Labrèche. 
Depuis 2006 elle anime avec Caroline Proulx l'émission quotidienne La fosse aux lionnes diffusée sur les ondes de Radio-Canada. Mais selon Le Soleil, elle a quitté l'émission depuis le vendredi 15 janvier 2010 pour causes de santé. Marie-Soleil Michon a été une animatrice sur les ondes de CFGL-FM et Rythme FM de 2010 à 2018.
Depuis 2014, elle pilote le magazine Ça vaut le coût à Télé-Québec, qui lui a valu d’être nommée aux Gémeaux. En parallèle à ses activités télévisuelles, elle participe régulièrement à l'émission Véronique et les fantastiques sur les ondes de CITE-FM et Rouge.